# Tomáš Mičola
Tomáš Mičola, né le 26 septembre 1988, est un footballeur tchèque évoluant au poste d'attaquant au sein du SFC Opava.

## Parcours
Tomáš Mičola a commencé le football au SFC Opava. À 16 ans il part en formation au Banik Ostrava et à 18 ans il débute dans les matchs de championnat lors de la saison 2006/2007 ; il commence ainsi sa carrière professionnelle en 2006. À 22 ans, il a déjà joué près de 100 matchs en championnat.
Tomáš Mičola a joué dans les équipes de jeunes de République tchèque U16, U17, U18, U20 et U21 (Espoirs).
Il est titulaire de sa sélection lors de la Coupe du monde de football des moins de 20 ans 2007 au Canada, avec laquelle il parvient en finale (défaite 1-2 contre l'Argentine), en inscrivant un but en demi-finale contre l'Autriche (2-0).
Alors que l'AS Monaco s'intéresse à lui lors du mercato 2009, il est conservé par son club et réalise en 2009-2010 sa meilleure saison au Banik Ostrava (27 matchs, 7 buts).
Le 10 juin 2010 il signe un contrat de 4 ans avec le club français du Stade brestois, promu en Ligue 1. Le transfert est évalué à 750 000 euros,. Il est accompagné de son compatriote Mario Lička.
Il dispute son premier match de Ligue 1 lors de la 3e journée pendant laquelle il rentre en jeu contre Lyon. Il est titularisé pour la première fois lors de la quatrième journée contre Caen et inscrit son premier but contre Nancy lors de la 6e journée. Il apparaît régulièrement comme remplaçant de Nolan Roux ou aux côtés de celui-ci jusqu'à la trêve hivernale (14 matchs de Ligue 1 et 1 match de coupe de la Ligue). À la suite du recrutement de Jonathan Ayité en janvier 2011, il ne parvient plus à figurer dans les compositions d'Alex Dupont.
Lors de son dernier match en sélection espoirs en février 2011, il inscrit le but victorieux en match amical contre les Pays-Bas (0-1).
Le directeur sportif de Brest avait souhaité le conserver dans l'effectif lors du mercato d'été 2011 malgré les possibilités de prêts à Bastia, Boulogne et Tours en août, ou encore à Dresde . Blessé en septembre et octobre 2011, il ne joue quasiment pas lors de la première moitié de saison.
Un prêt est finalement évoqué lors de la trêve hivernale 2011-2012 afin de lui faire retrouver du temps de jeu, notamment vers des clubs de Ligue 2 ou même dans son ancien club du Banik Ostrava, ou encore au Slavia Prague.
Lors du mercato d'été 2012, il réalise un essai à Dresde (2. Bundesliga) en août et manque ainsi la reprise du championnat. Fin août 2012, il signe finalement pour 2 ans au SK Slavia Prague.

## Palmarès
- Finaliste de la Coupe du monde de football des moins de 20 ans 2007 au Canada.

## Carrière
| Saison      | Club           | Pays     | Championnat    | Championnat | Championnat | Championnat  | Championnat  | Coupes nationales | Coupes nationales | Coupe d'Europe | Coupe d'Europe | Coupe d'Europe | Tchéquie | Tchéquie |
| Saison      | Club           | Pays     | Division       | Matchs      | Buts        | Cartons      | Cartons      | Matchs            | Buts              | Type           | Matchs         | Buts           | Matchs   | Buts     |
| ----------- | -------------- | -------- | -------------- | ----------- | ----------- | ------------ | ------------ | ----------------- | ----------------- | -------------- | -------------- | -------------- | -------- | -------- |
| Saison      | Club           | Pays     | Division       | Matchs      | Buts        | Carton jaune | Carton rouge | Matchs            | Buts              | Type           | Matchs         | Buts           | Matchs   | Buts     |
| 2006 - 2007 | Banik Ostrava  | Tchéquie | Gambrinus liga | 22          | 2           | 4            | 0            | -                 | -                 | -              | -              | -              | 10 (U20) | 1        |
| 2007 - 2008 | Banik Ostrava  | Tchéquie | Gambrinus liga | 23          | 3           | 6            | 0            | -                 | -                 | -              | -              | -              | 1 (U21)  | 0        |
| 2008 - 2009 | Banik Ostrava  | Tchéquie | Gambrinus liga | 25          | 5           | 5            | 0            | 5                 | 3                 | C3             | 2              | 0              | 1 (U21)  | 0        |
| 2009 - 2010 | Banik Ostrava  | Tchéquie | Gambrinus liga | 27          | 7           | 6            | 0            | 4                 | 1                 | -              | -              | -              | -        | -        |
| 2010 - 2011 | Stade brestois | France   | Ligue 1        | 17          | 1           | 2            | 0            | 3                 | 0                 | -              | -              | -              | 1 (U21)  | 1        |
| 2011 - 2012 | Stade brestois | France   | Ligue 1        | 1           | 0           | 0            | 0            | 2                 | 0                 | -              | -              | -              | 0        | 0        |